# Hans von Kulmbach

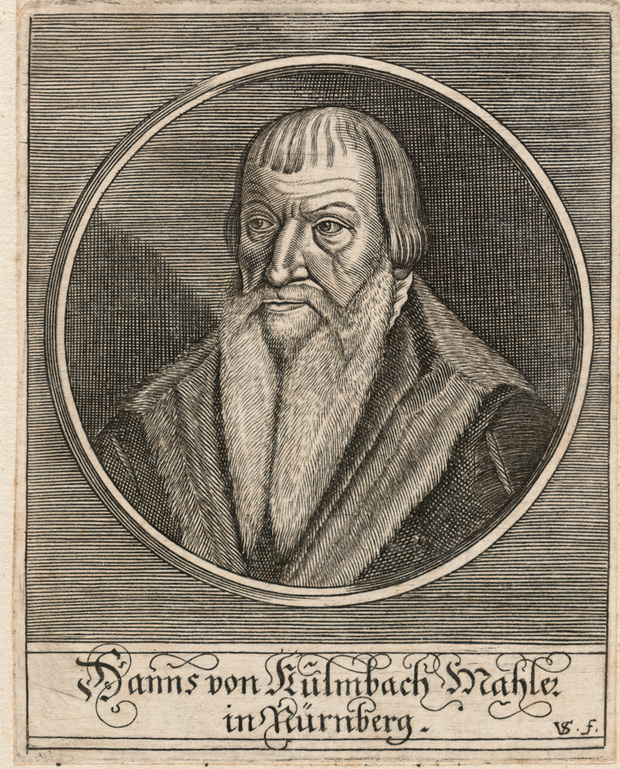
Hans von Kulmbach.

Hans von Kulmbach, egentligen Hans Suess, född omkring 1480, död 1522, var en tysk målare.
Kulbach utbildade sig parallellt med Albrecht Dürer under inflytande av Michael Wolgemut och även av den venetianska målarskolan, som han i formernas mjukhet och färgernas glans kopierade. Arbeten av Kulmbach finns i Nürnberg, bland annat det tillsammans med Dürer utförda Tucherska altaret i Sebalduskyrkan, samt i Berlin och Kraków, där Kulmbach under några år var verksam.